# 玉川 (甲斐市)
玉川（たまがわ）は、山梨県甲斐市の大字。旧中巨摩郡竜王町玉川。旧玉幡村。人口は3,690人、世帯数は1,809世帯（2022年6月現在）、面積は0.85km²。

## 地理
甲府盆地の中央、甲斐市の南に位置し、甲斐市西八幡、昭和町西条新田・西条・押越・築地新居が隣接する。昭和町との市町境付近にある。

### 玉川の自治会
玉川には以下の自治会が置かれている。
- 玉川東区
- 玉川西区
- 玉川団地1区
- 玉川団地2区

## 歴史
- 2004年（平成16年）9月1日 - 中巨摩郡竜王町が同郡敷島町、北巨摩郡双葉町と合併したことにより[4][5]、中巨摩郡竜王町玉川から甲斐市玉川に変更される[5]。

## 世帯数と人口
2022年（令和4年）6月現在（甲斐市発表）の世帯数と人口は以下の通りである。
| 町丁 | 行政区      | 人口    | 世帯数    |
| ---- | ----------- | ------- | --------- |
| 玉川 | 全域        | 3,690人 | 1,809世帯 |
| 玉川 | 玉川東区    | 1,754人 | 757世帯   |
| 玉川 | 玉川西区    | 1,291人 | 568世帯   |
| 玉川 | 玉川団地1区 | 212人   | 126世帯   |
| 玉川 | 玉川団地2区 | 357人   | 257世帯   |

## 施設
- 玉川温泉
- 玉川団地

## 教育

### 小学校
玉川には、甲斐市立竜王西小学校がある。

### 小・中学校の学区
市立小・中学校の学区（校区）は以下の通りである。
| 大字 | 行政区                   | 小学校               | 中学校             |
| ---- | ------------------------ | -------------------- | ------------------ |
| 玉川 | 玉川東区、玉川西区       | 甲斐市立竜王西小学校 | 甲斐市立玉幡中学校 |
| 玉川 | 玉川団地1区、玉川団地2区 | 甲斐市立竜王南小学校 | 甲斐市立玉幡中学校 |

## 交通

### 道路
- 県道5号甲府南アルプス線（アルプス通り）
- 県道25号甲斐中央線